# (4951) Iwamoto
(4951) Iwamoto est un astéroïde de la ceinture principale.

## Description
(4951) Iwamoto est un astéroïde de la ceinture principale. Il fut découvert le 21 janvier 1990 à Kani par Yoshikane Mizuno et Toshimasa Furuta. Il présente une orbite caractérisée par un demi-grand axe de 2,26 UA, une excentricité de 0,17 et une inclinaison de 7,5° par rapport à l'écliptique.

## Compléments